# Коэффициент качества
Коэффицие́нт ка́чества — в радиационной безопасности коэффициент, связанный с относительной биологической эффективностью излучения (ОБЭ). Характеризует опасность данного вида излучения и его энергии. Чем коэффициент больше, тем опаснее данное излучение. (Термин нужно понимать как «коэффициент качества вреда»). Коэффициент качества — безразмерная величина.
За излучение, относительно которого устанавливаются коэффициенты качества всех остальных видов излучений, выбраны излучения с малой линейной передачей энергии, в том числе γ-излучение любой энергии и рентгеновское излучение.
Значения коэффициента качества ионизирующих излучений определены с учётом воздействия микрораспределения поглощенной энергии на неблагоприятные биологические последствия хронического облучения человека малыми дозами ионизирующих излучений. Для коэффициента качества существует ГОСТ 8.496-83. ГОСТ применяют при контроле степени радиационной опасности для лиц, подвергающихся во время работы облучению ионизирующим излучением.
Стандарт не применяют при остром облучении и во время радиотерапии.

## Взвешивающий коэффициент излучения

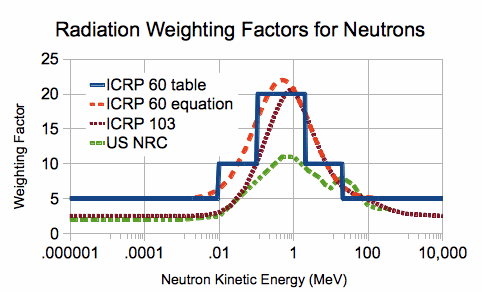
Сравнение коэффициентов качества для нейтронов, принятых в 60 и 103 публикациях МКРЗ

После 1990 г. в публикации МКРЗ 60 и гармонизированных с ней российских НРБ при расчете эквивалентной дозы вместо коэффициента качества применяется взвешивающий коэффициент излучения. Значения коэффициента приведены в таблице:
| Вид излучения | Взвешивающий коэффициент излучения | Взвешивающий коэффициент излучения                                             |
| --- | ---------------------------------- | ------------------------------------------------------------------------------ |
| Источник | НРБ-99/2009 (2009 год)             | Публикация МКРЗ №103 (2007 год)                                                |
| Фотоны (γ-излучение и рентгеновские лучи), по определению | 1                                  | 1                                                                              |
| β-частицы | 1                                  | 1                                                                              |
| Мюоны | 1                                  | 1                                                                              |
| α-частицы, осколки деления, тяжелые ядра | 20                                 | 20                                                                             |
| Нейтроны (тепловые, медленные, резонансные), до 10 кэВ | 5                                  | 2,5 + 18,2·e-[ln(E)]²/6                                                        |
| Нейтроны от 10 кэВ до 100 кэВ | 10                                 | 2,5 + 18,2·e-[ln(E)]²/6                                                        |
| Нейтроны от 100 кэВ до 2 МэВ | 20                                 | 2,5 + 18,2·e-[ln(E)]²/6 (до 1 МэВ) 5,0 + 17,0·e-[ln(2·E)]²/6 (от 1 МэВ)        |
| Нейтроны от 2 МэВ до 20 МэВ | 10                                 | 5,0 + 17,0·e-[ln(2·E)]²/6                                                      |
| Нейтроны более 20 МэВ | 5                                  | 5,0 + 17,0·e-[ln(2·E)]²/6 (до 50 МэВ) 2,5 + 3,25·e-[ln(0.04·E)]²/6 (от 50 МэВ) |
| Протоны | 5                                  | 2                                                                              |
| Заряженные пионы | —                                  | 2                                                                              |
| Примечания: 1) коэффициент для нейтронов в публикации МКРЗ, вместо использования фиксированных значений, задан непрерывной функцией. 2) Расхождение в значениях связаны с тем, что российские Нормы радиационной безопасности ориентированы прежде всего на стандарты МАГАТЭ, которые ко времени принятия НРБ-99/2009 не были приведены в соответствие с рекомендациями МКРЗ. |                                    |                                                                                |